# FM (álbum de Mœnia)
FM es el séptimo álbum de estudio de Mœnia.
En noviembre de 2011 Moenia presenta En Aldea Digital, presenta su nuevo sencillo, “Eso que Pasó”, a través de su primera App, Moenia FM, para dispositivos táctiles, una aplicación exclusiva que salió a principios del 2012 en la tienda iTunes. Una app disponible en iPad en donde presentan su nuevo disco. En esta aplicación, además de escuchar las nuevas canciones de esta agrupación, podrás modificar las frecuencias, jugar con los tonos y ritmos además de pasar un rato con el nuevo álbum. Gracias a la pantalla táctil del iPad, podrás manipular las canciones y hacer de ellas algo nuevo y completamente a tu gusto.
En 2012, Moenia anuncia su nuevo álbum de estudio "FM", del cual se desprende el segundo sencillo, Morir tres veces, una canción electropop mezclado con Hi-NRG (High-Energy).

## Lista de canciones
| #  | Título            | Duración |
| -- | ----------------- | -------- |
| 01 | Morir Tres Veces  | 3:57     |
| 02 | Justo a Tiempo    | 3:31     |
| 03 | Fluir             | 4:09     |
| 04 | Mejor Ya No       | 3:49     |
| 05 | Regresaré         | 4:10     |
| 06 | La Ecuación 1984  | 4:37     |
| 07 | Soy Lo Peor       | 3:49     |
| 08 | Robots On Mars    | 3:33     |
| 09 | No Apagues        | 3:40     |
| 10 | Bebé Robot        | 3:04     |
| 11 | Dejaré De Sangrar | 4:11     |
| 12 | Eso Que Pasó      | 3:19     |
| 13 | Nave Ciudad       | 3:25     |